# Dég
Dég är en ort i Ungern.   Den ligger i provinsen Fejér, i den västra delen av landet, 80 km sydväst om huvudstaden Budapest. Dég ligger 125 meter över havet och antalet invånare är 2 354.
Terrängen runt Dég är platt. Runt Dég är det ganska tätbefolkat, med 67 invånare per kvadratkilometer. Närmaste större samhälle är Sárbogárd, 13,1 km öster om Dég. Trakten runt Dég består till största delen av jordbruksmark.